# SmartThings
SmartThings Inc. és una empresa americana de domòtica amb seu a Mountain View, Califòrnia. Des de l'agost de 2014 és una filial de Samsung Electronics.
Fundat el 2012, se centra en el desenvolupament de programari d'automatització homònim i una sèrie associada d'aplicacions de client i plataformes en núvol per a llars intel·ligents i l'Internet de les coses de consum. SmartThings cita que la seva plataforma té 62 milions d'usuaris actius, un nombre que afirma que va augmentar un 70% fins al 2019 i el 2020.

## Història
SmartThings va ser concebut pel cofundador i director general Alex Hawkinson a l'hivern de 2011. Hawkinson explica que la casa de muntanya desocupada de la seva família a Colorado va ser molt danyada per les canonades d'aigua que primer es van congelar i posteriorment van esclatar i van provocar danys per uns 80.000 dòlars. Hawkinson va assenyalar que podria haver evitat els danys si hagués sabut què passava a l'interior de la casa. Durant el 2011 i el 2012, Hawkinson i els seus cofundadors de SmartThings van treballar per construir un prototip de la solució desitjada per a aquests problemes. Aquest prototip continuaria sent la base d'una campanya d'èxit de Kickstarter que els desenvolupadors van llançar el setembre de 2012 i que aconseguiria 1,2 milions de dòlars en suport, convertint-lo en el segon projecte de finançament col·lectiu centrat en la llar intel·ligent més gran fins ara.
Recaptant 3 milions de dòlars en una ronda de finançament inicial de desembre de 2012, SmartThings llançaria comercialment els seus productes l'agost de 2013 abans de recaptar 12,5 milions més en una ronda de finançament de la Sèrie A a finals de 2013.
L'agost de 2014, Samsung Electronics va anunciar que havia arribat a un acord per adquirir SmartThings. Els termes financers de l'acord mai es van divulgar públicament, però algunes publicacions comercials de l'època estimaven fins a 200 milions de dòlars.